# كونال سينغ
كونال سينغ هو ممثل هندي، ولد في 29 سبتمبر 1977 في الهند، وتوفي بنفس المكان في 7 فبراير 2008.

## وصلات خارجية
- كونال سينغ على موقع IMDb (الإنجليزية)
- كونال سينغ على موقع قاعدة بيانات الفيلم (الإنجليزية)